# 国家博物馆
国家博物馆是由国家进行维护的博物馆。
以下是国家博物馆的列表。

## 澳大利亚
- 澳洲國家航空博物館
- 澳大利亞國家海事博物館
- Australian Tennis Museum （页面存档备份，存于）
- 澳洲戰爭紀念館
- Museums Victoria
- National Alpine Museum of Australia
- National Dinosaur Museum
- 澳洲國立美術館
- 維多利亞國立美術館
- National Motor Museum, Birdwood
- National Motorcycle Museum of Australia（页面存档备份，存于）
- 澳洲國家博物館
- National Museum of Australian Pottery
- National Railway Museum, Port Adelaide
- National Vietnam Veterans Museum
- 国立科学技术中心（英语：Questacon）

## 阿根廷
- 阿根廷國家歷史博物館

## 孟加拉国
- 孟加拉國家博物館

## 比利时
- 皇家艺术与历史博物馆

## 波斯尼亚和黑塞哥维那
- Historical Museum of Bosnia and Herzegovina
- 國立波士尼亞與赫塞哥維納博物館

## 巴西
- 巴西国家博物馆（Museu Nacional）
- National Museum of the Republic（英语：Cultural Complex of the Republic）（Museu Nacional da República）
- 國立歷史博物館（Museu Histórico Nacional）

## 保加利亚
- Earth and Man National Museum
- National Archaeological Museum, Bulgaria
- 保加利亚国家历史博物馆
- 保加利亚国家军事历史博物馆
- 國立自然史博物館
- 國家交通博物館

## 布吉納法索
- 布基纳法索国家音乐博物馆（英语：National Museum of Music (Burkina Faso)）

## 柬埔寨
- 柬埔寨国家博物馆

## 加拿大
- 加拿大农业博物馆（英语：Canada Agriculture and Food Museum）
- 加拿大航空博物馆
- 加拿大科学技术博物馆（英语：Canada Science and Technology Museum）
- 加拿大人權博物館（英语：Canadian Museum for Human Rights）
- 加拿大自然博物馆（英语：Canadian Museum of Nature）
- 加拿大儿童博物馆（英语：Canadian Children's Museum）
- 加拿大历史博物馆
- Canadian Museum of Contemporary Photography
- Canadian Postal Museum
- 加拿大战争博物馆（英语：Canadian War Museum）

- 加拿大国家美术馆
- Portrait Gallery of Canada
- Musée national des beaux-arts du Québec（Quebec National Museum of Fine Arts）
- RCMP Heritage Centre
- Virtual Museum of Canada
- Virtual Museum of New France

## 加泰罗尼亚
- 加泰罗尼亚国家艺术博物馆（Museu Nacional d'Art de Catalunya）

## 乍得
- 乍得国家博物馆（英语：Chad National Museum）（Musee National N'Djamena）

## 智利
- 智利国家自然历史博物馆
- 智利國家美術博物館
- Palacio de la Real Audiencia de Santiago
- Museo Nacional Aeronáutico y del Espacio（西班牙语：Museo Nacional Aeronáutico y del Espacio）

## 中华人民共和国
- 中国国家博物馆
- 中国美术馆
- 故宫博物院
- 国家海洋博物馆

### 香港
- 香港博物館列表

## 哥伦比亚
- 哥伦比亚国家博物馆（英语：Colombian National Museum）

## 哥斯达黎加
- 哥斯达黎加国家博物馆（英语：Museo Nacional de Costa Rica）

## 捷克
- 國家博物館

## 丹麦
- 丹麦国家博物馆

## 埃及
- 开罗国家博物馆
- 大埃及博物馆

## 厄立特里亚
- 厄立特里亚国家博物馆（英语：National Museum of Eritrea）

## 爱沙尼亚
- 爱沙尼亚国家博物馆
- 爱沙尼亚艺术博物馆（英语：Art Museum of Estonia）

## 芬兰
- 芬兰国家博物馆

## 法國
- 卢浮宫
- 奥赛博物馆
- 龐畢度中心
- 國立中世紀博物館
- 法国航天航空博物馆
- 国家自然历史博物馆
- 法國科學工業城
- 巴黎軍事博物館
- 巴黎國立海洋博物館
- 火車城

## 德国
- 巴伐利亞國家博物館
- 德国科技博物馆
- 日耳曼國家博物館
- 古代雕塑展览馆
- 现代艺术陈列馆
- 威斯巴登博物馆（英语：Museum Wiesbaden）
- 德意志博物馆
- 新绘画陈列馆
- 老绘画陈列馆

## 冈比亚
- 冈比亚国家博物馆（英语：Gambia National Museum）

## 直布罗陀
- 直布罗陀博物馆

## 加纳
- 加纳国家博物馆（英语：National Museum of Ghana）

## 希腊
- 雅典國家考古博物館
- 雅典国家美术馆
- 塞萨洛尼基国立当代艺术博物馆

## 危地马拉
- Museo Nacional de Arte Moderno "Carlos Mérida"

## 圭亚那
- 圭亚那国家博物馆（英语：Guyana National Museum）

## 匈牙利
- 匈牙利国家博物馆

## 冰岛
- 冰岛国家美术馆

- 冰岛国家博物馆

## 印度
- 新德里国立博物馆

## 印度尼西亚
- 印度尼西亚国家博物馆

## 伊朗
- 伊朗国家博物馆

## 伊拉克
- 伊拉克國家博物館

## 爱尔兰
- 爱尔兰国家博物馆

## 以色列
- 以色列博物馆

## 意大利
- 巴杰罗美术馆
- 烏菲茲美術館
- 國立古代藝術美術館
- 國立現代及當代藝術美術館
- 國立伊特拉斯坎博物館（英语：National Etruscan Museum）
- 國立東方藝術博物館（英语：National Museum of Oriental Art）
- 羅馬國家博物館
- 國立電影博物館
- 布雷拉画廊
- 那不勒斯國立考古博物館

## 日本
- 国立文化財機構
  - 东京国立博物馆
  - 京都國立博物館
  - 奈良国立博物馆
  - 九州國立博物館
- 國立美術館
  - 東京國立近代美術館
  - 京都國立近代美術館
  - 国立西洋美术馆
  - 國立國際美術館
  - 國立新美術館
  - 國立電影資料館
- 国立科学博物馆
- 國立歷史民俗博物館
- 國立民族學博物館
- 昭和館

## 肯尼亚
- 肯尼亚国家博物馆（英语：National Museums of Kenya）

## 韩国
- 韩国国立中央博物馆
- 国立庆州博物馆
- 国立光州博物馆（英语：Gwangju National Museum）
- 国立全州博物馆（英语：Jeonju National Museum）
- 国立扶余博物馆
- 国立大邱博物馆（英语：Daegu National Museum）
- 国立清州博物馆（英语：Cheongju National Museum）
- 国立金海博物馆（英语：Gimhae National Museum）
- 国立济州博物馆
- 国立春川博物馆（英语：Chuncheon National Museum）
- 国立晋州博物馆（英语：Jinju National Museum）
- 国立公州博物馆（英语：Gongju National Museum）
- 國立現代美術館
- 国立民俗博物馆
- 國立古宮博物館
- 韩国战争纪念馆
- 國立中央科學館

- 国立海洋博物馆

## 拉脱维亚
- 拉脱维亚国家艺术博物馆

## 黎巴嫩
- 贝鲁特国家博物馆

## 卢森堡
- 國立歷史與藝術博物館
- 國立軍事史博物館（英语：National Museum of Military History (Luxembourg)）
- 國立自然史博物館（英语：National Museum of Natural History, Luxembourg）

## 马来西亚
- 马来西亚国家博物馆

## 马尔代夫
- 国家博物馆（英语：National museum (Maldives)）

## 马里
- 马里国家博物馆（英语：National Museum of Mali）

## 墨西哥
- 國立人類學博物館

## 缅甸
- 缅甸国家博物馆

## 纳米比亚
- 纳米比亚国家博物馆（英语：National Museum of Namibia）

## 尼泊尔
- 尼泊尔国家博物馆（英语：National Museum of Nepal）

## 荷兰
- 阿姆斯特丹国家博物馆

## 新西兰
- 紐西蘭國立博物館

## 挪威
- 國立藝術、建築和設計博物館

## 巴基斯坦
- 巴基斯坦国家博物馆

## 秘鲁
- 祕魯國立人類學、考古學及歷史博物館（英语：National Museum of Archaeology, Anthropology and History of Peru）
- 国家博物馆（英语：Museum of the Nation）

## 菲律宾
- 菲律宾国家博物馆
- (national museum of the Filipino people)
- (national museum of anthropology)
- Metropolitan Museum of Manila
- Ayala Museum
- (yuchengco museum)
- (casa manila museum)
- (san agustin church and convent museum)
- Museo de Intramuros
- (central bank of the philippines money museum)
- (manila planetarium)
- (GSIS arts museum)
- (cultural center of the philippines museum)
- The Mind Museum
- (imelda marcos shoe museum)
- (the malacanang palace museum)
- (philippines comic art museum)
- (de la salle university museum)
- López Museum and Library
- (children's museum)
- (army and navy club museum)
- (gote de leche heritage museum)
- (rizal ahrine museum)
- (fuerza real de santiago museum)
- (museum of natural history)
- (philippine science and heritage center)
- (the Filipino-Chinese heritage museum)
- (casa mision museum)

## 波兰
- 克拉科夫國家博物館
- 波茲南國家博物館
- 什切青國家博物館
- 華沙國家博物館
- 弗羅茨瓦夫國家博物館
- 波蘭國家博物館
- 國立民族學博物館

## 葡萄牙
- National Museum Machado de Castro
- 國立雷伊斯博物館

## 卡塔尔
- 卡達國家博物館

## 罗马尼亚
- ASTRA Museum of Traditional Folk Civilization （Muzeul Civilizaţiei Populare Tradiţionale）
- ASTRA Museum of Transylvanian Civilisation （Muzeul Civilizaţiei Transilvane）
- 布鲁肯撒尔博物馆
- Emil Sigerus Museum of Saxon Ethnography and Folk Art （Muzeul de Etnografie şi Artă Populară Săsească ASTRA）
- Franz Binder Museum of Universal Ethnography （Muzeul de Etnografie Universală ASTRA）
- 國立羅馬尼亞藝術博物館
- 國立羅馬尼亞歷史博物館
- National Military Museum, Romania（Muzeul Militar Naţional）

## 俄罗斯
- 俄羅斯國家歷史博物館
- 俄罗斯博物馆

## 沙特阿拉伯
- 沙烏地阿拉伯國家博物館

## 塞尔维亚
- 塞尔维亚国家博物馆

## 新加坡
- 新加坡国家博物馆

## 斯洛文尼亚
- 國立斯洛維尼亞博物館

## 斯洛伐克
- 斯洛伐克國家博物館

## 南非
- South African National Museum of Military History（英语：南非军事历史国家博物馆）

## 斯里兰卡
- 科伦坡国家博物馆
- National Museum of Kandy
- 國立海事博物館（英语：National Maritime Museum (Galle)）

## 瑞典
- 瑞典國立博物館

## 瑞士
- 瑞士国家博物馆

## 叙利亚
- 大马士革国家博物馆

## 中华民国（台湾）
- 國立故宮博物院
- 國立故宮博物院南部院區
- 國立歷史博物館
- 國立臺灣博物館
- 國立臺灣史前文化博物館
- 國立臺灣歷史博物館
- 國立臺灣美術館
- 國立臺灣藝術教育館
- 國立臺灣工藝研究發展中心
- 國立傳統藝術中心
- 國立臺灣科學教育館
- 國立臺灣文學館
- 國立科學工藝博物館
- 國立自然科學博物館
- 國立海洋科技博物館
- 國立海洋生物博物館
- 國家廣播文物館
- 國家人權博物館
- 國軍歷史文物館
- 古寧頭戰史館
- 海軍軍史館
- 空軍軍史館
- 郵政博物館
- 中正紀念堂

## 塔吉克斯坦
- 塔吉克斯坦国家博物馆

## 泰国
- National museums of Thailand

## 特立尼达和多巴哥
- National Museum and Art Gallery, Trinidad

## 英国
- 大英帝国与英联邦博物馆
- 大英博物馆
- Border Force National Museum
- 霍尼曼博物館（國家贊助）
- 帝国战争博物馆
- 國家陸軍博物館
- 國家足球博物館（國家贊助）
- 国家美术馆
- National Horseracing Museum
- National Motor Museum, Beaulieu
- 科學博物館集團（國家贊助）
  - 科学博物馆
  - 科學產業博物館
  - 大英鐵路博物館
  - 希尔登铁路博物馆
  - 國立媒體博物館
- National Museums Liverpool
- 國家肖像館
- 國家航天中心
- National Tramway Museum
- National Waterways Museum
- 英国自然历史博物馆
- 人民历史博物馆（國家贊助）
- 皇家兵械庫
- 約翰·索恩爵士博物館
- 泰特美術館
- 维多利亚和阿尔伯特博物馆
- 華勒斯典藏館

### 英格兰
- Museum of the Home（國家贊助）
- 倫敦博物館
- National Coal Mining Museum for England（國家贊助）
- National Museums Liverpool
- Tyne & Wear Archives & Museums（國家贊助）

### 苏格兰
- 苏格兰博物馆

- National Museum of Costume
- National Museum of Flight
- National Museum of Rural Life
- National War Museum of Scotland
- 蘇格蘭國立博物館

### 威尔士
- Big Pit National Coal Museum
- 加的夫國家博物館
- 威爾斯國家博物館
- National Slate Museum
- National Waterfront Museum
- National Wool Museum
- National Roman Legion Museum
- 聖費根國家歷史博物館

### 北爱尔兰
- Armagh County Museum
- Ulster American Folk Park
- Ulster Folk and Transport Museums
- 阿爾斯特博物館
- Odyssey Place

## 美国
- 美國國家藝廊
- 史密森尼学会: 
  - 史密森尼美國藝術博物館
  - Anacostia Community Museum
  - 藝術和產業大樓
  - Cooper Hewitt, Smithsonian Design Museum
  - 弗瑞爾藝廊
  - 赫尚博物馆和雕塑园
  - 非裔美國人歷史和文化國家博物館
  - 国立非洲艺术博物馆
  - 美国国家航空航天博物馆
    - 史蒂文·乌德沃尔哈齐中心

  - 美国国家历史博物馆
  - 美国国立自然历史博物馆
  - 國立美國印第安人博物館
  - National Portrait Gallery
  - 國家郵政博物館
  - 國家動物園
  - 冷戰博物館（英语：The Cold War Museum）
- 美國國防部：
  - 空軍：
    - 美国空军国家博物馆
    - 沃納羅賓斯航空博物館（英语：Museum of Aviation (Warner Robins)）
    - Strategic Air Command & Aerospace Museum
    - Air Force Armament Museum

  - 陸軍：
    - 美國陸軍國家博物館
    - 国家卫生与医学博物馆

  - 海軍:
    - National Museum of the United States Navy
    - National Naval Aviation Museum
    - 美國海軍Submarine Force Library and Museum
    - National Museum of the Marine Corps

  - 美国国家安全局：
    - National Cryptologic Museum
- 中央情报局：
  - CIA Museum
- 美國國土安全部

- 其他：
  - National Civil Rights Museum
  - National Civil War Museum
  - National Museum of the Pacific War
  - National World War I Museum and Memorial
  - The National WWII Museum